# Nakajima Typ 91
Die Nakajima Typ 91 war ein japanisches Jagdflugzeug des Herstellers Nakajima Hikōki, das von 1931 bis 1937 eingesetzt wurde. Etwa 450 wurden zwischen 1931 und 1934 gebaut und 12 davon an China geliefert. Auch die Luftstreitkräfte des Mandschurischen Kaiserreichs wurden damit ausgerüstet.

## Technik
Der Heeres-Typ 91 war ein einsitziger abgestrebter Hochdecker in Metallbauweise mit einem bei Nakajima in Lizenz gefertigtem Bristol-Jupiter-Sternmotor. Das Fahrwerk war starr und der Motor mit einem Townend-Ring verkleidet. Dem Flugzeug war eine Serie von Prototypen vorausgegangen, die auf der Nakajima NC beruhten.
Nach anfänglichen Stabilitäts- und Schwerpunktproblemen wurde Ende 1931 mit der Auslieferung begonnen. Insgesamt wurden 420 Flugzeuge des Grundmusters hergestellt, davon 100 in Lizenz bei Ishikawajima.
Der Typ 91-1 hatte einen 540 PS-Jupiter Motor, die letzten 21 ausgelieferten Maschinen vom Typ 91-2 waren mit einem Nakajima Kotobuki mit 580 PS ausgestattet.

## Einsatzgeschichte
Der Typ wurde nur kurze Zeit eingesetzt und bereits 1935 durch den Typ 95 (Kawasaki Ki-10) ersetzt.
Auch die Ki-10 musste bald den neuen Eindeckern vom Typ 97 (Nakajima Ki-27) weichen. Im Zweiten Japanisch-Chinesischen Krieg kamen Typ 91-Flugzeuge noch auf beiden Seiten zum Einsatz.

## Technische Daten
| Kenngröße             | Daten                        |
| --------------------- | ---------------------------- |
| Besatzung             | 1                            |
| Länge                 | 7,26 m                       |
| Spannweite            | 11,00 m                      |
| Höhe                  | 2,79 m                       |
| Flügelfläche          | 20,0 m²                      |
| Leermasse             | 1075 kg                      |
| Startmasse            | 1530 kg                      |
| Höchstgeschwindigkeit | 300 km/h                     |
| Gipfelhöhe            | 9000 m                       |
| Bewaffnung            | zwei 7,7-mm Maschinengewehre |

## Betreiber
JapanKaiserlich Japanische Heeresluftstreitkräfte
 MandschukuoLuftstreitkräfte des Mandschurischen Kaiserreichs
 ChinaLuftstreitkräfte der Republik China